# Viaducto de Park Avenue
El viaducto de Park Avenue, también conocido como el viaducto de la Plaza Pershing, es una carretera en Manhattan en la ciudad de Nueva York. Transporta tráfico vehicular en Park Avenue desde las calles 40 a 46 alrededor de Grand Central Terminal y el edificio MetLife, luego a través del edificio Helmsley. Los tres edificios se encuentran en la línea norte-sur de la avenida. El viaducto en sí se compone de dos secciones: un viaducto de acero con dos calzadas desde las calles 40 a la 42, así como un par de calzadas entre las calles 42 y 46. La sección de las calles 40 a 42 fue designada como un hito de la ciudad de Nueva York en 1980 y se incluyó en el Registro Nacional de Lugares Históricos en 1983. Las vías de servicio a nivel de la calle de Park Avenue, que flanquean el viaducto entre las calles 40 y 42, se denominan Plaza Pershing.
El viaducto fue propuesto por primera vez por el presidente de New York Central Railroad, William J. Wilgus, en 1900 como parte de la construcción de Grand Central Terminal. La construcción del tramo occidental del viaducto comenzó en 1917, después de que se inauguró la terminal, y se completó en 1919. El tramo occidental inicialmente transportaba tráfico en dos sentidos, por lo que el tramo este se completó para el tráfico hacia el norte en 1928, y el tramo occidental se reconfiguró para transportar tráfico hacia el sur únicamente. Se estableció un puesto de información en 1939 debajo del viaducto y la ciudad renovó el viaducto a principios de la década de 1990.

## Descripción
El viaducto es utilizado por el tráfico de automóviles entre la calle 40 al sur y la calle 46 al norte. Se compone de dos tramos: el viaducto de acero entre las calles 40 y 42, y el par de calzadas entre las calles 42 y 46. Inmediatamente al sur de la calle 40 se encuentra el portal del túnel de Park Avenue, que transporta el tráfico hacia el norte desde la calle 33 directamente al viaducto. El límite de peso indicado para el viaducto es 15 toneladas cortas (13,4 LT; 13,6 t), y queda prohibido el tráfico comercial. El tráfico de peatones y bicicletas generalmente también está prohibido, excepto durante las "Calles de verano", cuando Park Avenue está cerrada al tráfico de vehículos en fines de semana de verano seleccionados.

### Ruta

#### sección sur

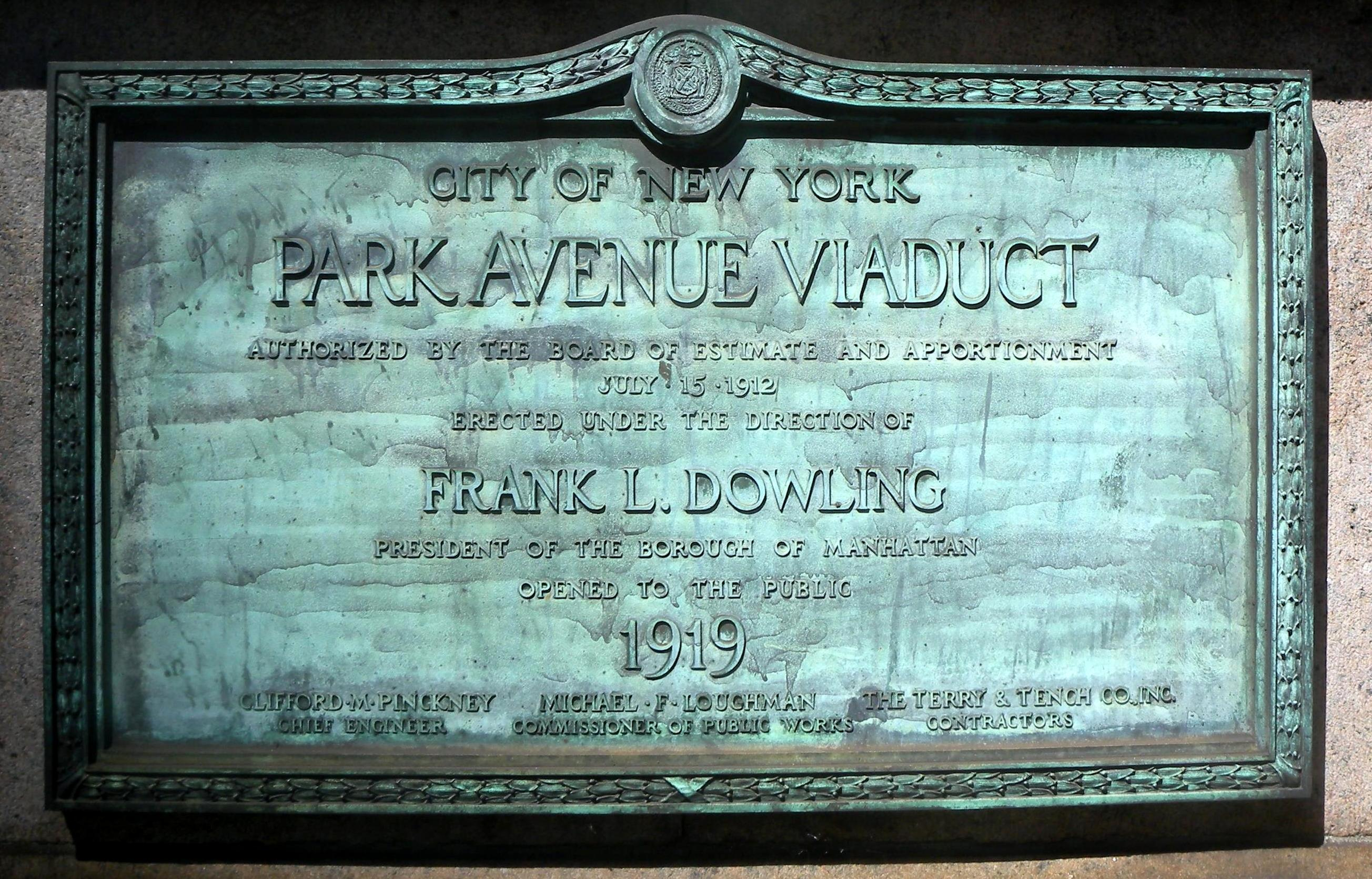
Placa en el viaducto

Desde el sur, el tráfico de Park Avenue, 40th Street o Park Avenue Tunnel ingresa al viaducto de acero. El viaducto se eleva hasta una intersección en T justo al norte de la calle 42, sobre la entrada a nivel de la calle a la terminal Grand Central que se encuentra debajo. Este segmento del viaducto es de 183 m de largo y consta de una rampa de acceso de granito con balaustradas de piedra, así como tres arcos de acero, que están separados por pilares de granito con frisos foliados. El arco central se ha rellenado para crear un espacio de restaurante. Los arcos se incluyeron por "consideraciones estéticas", pero en realidad son vigas en voladizo, porque los arcos verdaderos habrían requerido estribos excesivamente grandes. Las vigas sobre cada pilar miden cada una 41 m de largo por 4 m de profundidad, con un peso de 65 LT; 66 t cada uno. Fueron fabricados en Nueva Jersey y enviados desde Delaware a Nueva York, luego tirados por 52 caballos desde el East River.
El tablero del viaducto, sobre los arcos de acero, contiene barandillas con paneles lisos y foliados, así como farolas sobre cada pila de granito. La cubierta es 18 m ancho. Los arcos del viaducto de la Plaza Pershing se basan en el Puente Alejandro III en París, y contienen placas con las palabras "Plaza Pershing" en el centro.

#### Sección norte
En la intersección en T al norte de la calle 42, el viaducto se divide en dos tramos. en la intersección en T hay una estatua de Cornelius Vanderbilt, antiguo propietario de New York Central. Los tramos del viaducto rodean el edificio de la terminal y el MetLife Building al norte antes de pasar por un par de portales debajo del Helmsley Building entre las calles 45 y 46. El tráfico en dirección norte usa el tramo este, que pasa por encima de un camino privado llamado Depew Place, mientras que el tráfico en dirección sur usa el tramo oeste, que pasa por encima de la acera este de Vanderbilt Avenue. Ambas calzadas pasan por encima de la calle 45 sin intersección. Luego, las carreteras toman curvas en S pronunciadas hacia el edificio Helmsley, donde descienden en arcos de tres pisos que salen a la calle 46.
El tramo occidental mide 11 m ancho; el tramo este mide 10 m de ancho entre las calles 42 y 44, y se amplía a 16 m al norte de la calle 44. La calzada sobre la calle 42, que conecta los dos tramos, mide 12 m de ancho. La porción del viaducto que rodea inmediatamente el edificio de la terminal tiene una balaustrada de mampostería con una baranda metálica adicional. Hay un águila de hierro fundido encima de la balaustrada donde la pata occidental se curva hacia la carretera de conexión por encima de la calle 42. Una acera, accesible desde el hotel Grand Hyatt, recorre el tramo del viaducto paralelo a la calle 42.

### Plaza Pershing

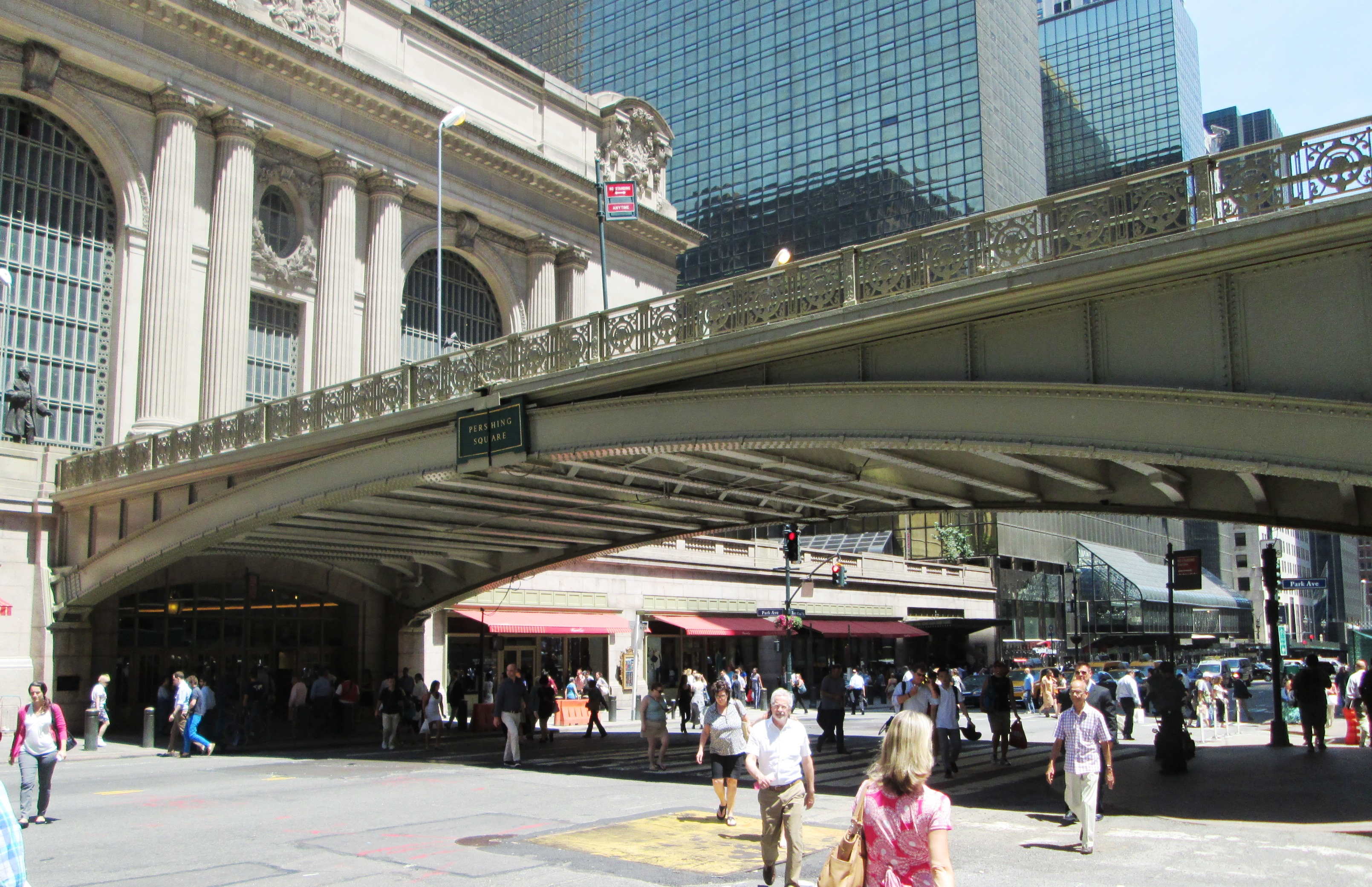
El viaducto cruza la Plaza Pershing

Las vías de servicio al nivel de la calle de Park Avenue entre las calles 40 y 42 se llaman Plaza Pershing. Las vías de servicio entre las calles 41 y 42 están abiertas solo para bicicletas y peatones. La plaza lleva el nombre del general John J. Pershing. En consecuencia, la parte sur del viaducto entre las calles 40 y 42 también se conoce como viaducto de la Plaza Pershing.

## Historia
El Ferrocarril Central de Nueva York construyó el Grand Central Depot en 1869 como la terminal sur de la línea principal de Park Avenue. El depósito estaba ubicado a lo largo del eje de la Cuarta Avenida (más tarde Park Avenue), dividiendo la avenida en dos partes: una sección al sur de la calle 42 y otra al norte de la calle 45. La sección sur de Park Avenue era una calle tranquila que atravesaba el exclusivo enclave de Murray Hill, mientras que la sección norte contenía un corte abierto (luego cubierto), que llevaba la línea principal de Park Avenue. Además, el extremo norte del túnel de Park Avenue se elevó al nivel del suelo entre las calles 40 y 42, dividiendo la calle 41 en dos secciones en Park Avenue. Depew Place corría a lo largo del lado este del depósito, mientras que Vanderbilt Avenue corría a lo largo del lado oeste.

### Primeros planes

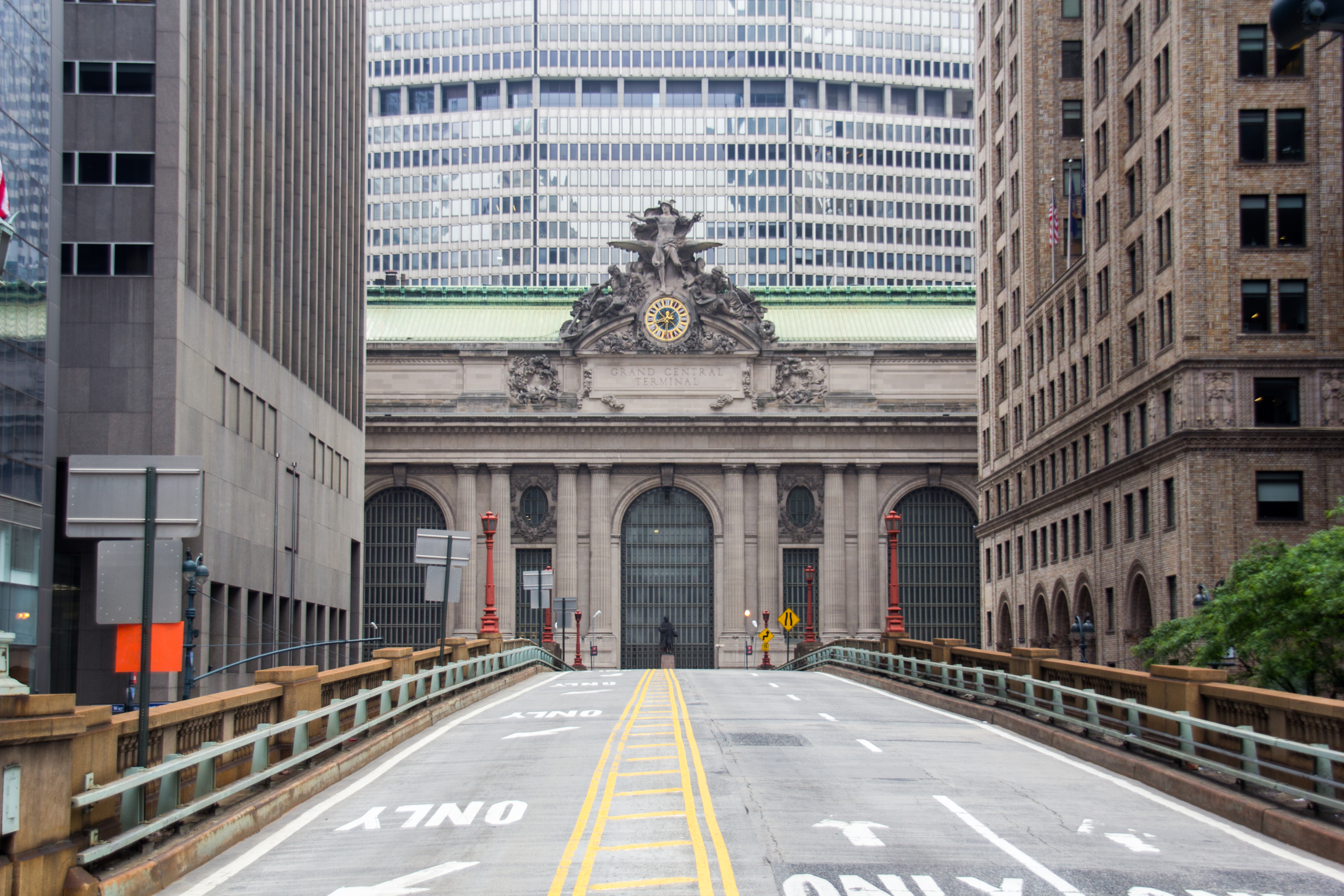
Grand Central Terminal vista desde el extremo sur del viaducto

El viaducto de Park Avenue fue propuesto por primera vez por el presidente de New York Central, William J. Wilgus, en 1900, cuando sugirió reemplazar Grand Central Depot con Grand Central Terminal. Durante un concurso de diseño para la terminal en 1903, Reed y Stem propusieron viaductos vehiculares alrededor del edificio de la terminal. New York Central finalmente seleccionó a Reed y Stem, así como a Warren y Wetmore, para construir Grand Central Terminal. Los dos estudios de arquitectura tenían una relación tensa. Pese a las objeciones de Wilgus, Warren y Wetmore modificaron el plan de Reed y Stem, del cual eliminaron una torre propuesta de 12 pisos y viaductos vehiculares. Los viaductos elevados fueron restaurados, al igual que varios de los otros elementos de diseño de Reed y Stem, como parte de un acuerdo entre las dos empresas en 1909. El ferrocarril también compró Depew Place, sobre el cual correría el tramo este del viaducto. Dos años más tarde, la Junta de Estimación de la Ciudad de Nueva York aprobó los planes de New York Central para un viaducto que llevaría Park Avenue sobre la calle 42.
Los planes actuales para el viaducto de Park Avenue fueron ideados en 1912 por Warren y Wetmore. La construcción de la terminal ya preveía caminos en ambos costados de la terminal, en preparación para la eventual finalización del viaducto. La terminal se inauguró en 1913, pero el viaducto no se pudo construir todavía porque Interborough Rapid Transit Company, uno de los operadores del metro de NY, ni siquiera había decidido si construir la estación Grand Central–Calle 42 bajo el viaducto. El IRT finalmente decidió construir la estación en diagonal debajo de la calle 42, conectando su nueva Línea de la Avenida Lexington al norte con el metro existente debajo de Park Avenue al sur, y para mediados de 1917, la construcción del metro había progresado hasta el punto de que el trabajo en la podría comenzar el viaducto. La licitación para la construcción del viaducto se abrió en agosto de 1917. En ese momento, las avenidas Quinta y la Madison (que corrían paralelas a la Avenida Park) tenían mucho tráfico y se esperaba que el viaducto las desongestionara.

### Construcción
La construcción del viaducto comenzó en noviembre de 1917. Sin embargo, el progreso posterior se vio obstaculizado debido a la dificultad de asegurar el acero ornamental durante la Primera Guerra Mundial. El trabajo se reanudó en julio de 1918 cuando se hizo un pedido del acero necesario y los constructores comenzaron a erigir los cimientos y el muro de mampostería. El viaducto se inauguró el 16 de abril de 1919; el proyecto había costado 768 032 dólares, incluidos los proyectos de infraestructura relacionados, como la apertura de la calle 41 y la reubicación de los dos portales del túnel de Park Avenue. Cuando se inauguró, solo los automóviles y taxis usaban el viaducto. En sus orígenes, este tomó el tráfico de dos vías desde Park Avenue en 40th Street y lo llevó alrededor del lado oeste de Grand Central Terminal, terminando en la intersección en T de la calle 45 y la Avenida Vanderbilt.  Un acceso de servicio elevado corría hacia el este de la terminal, sobre Depew Place; fue utilizado por camionetas de equipaje y correo, y proporcionó espacio de estacionamiento y una entrada al Hotel Commodore. El camino de entrada servía a la oficina de correos de Grand Central en 450 Lexington Avenue, así como a un edificio de equipajes demolido desde entonces al norte de la terminal.
En 1919 el área en la parte inferior del viaducto pasó a llamarse Plaza Pershing en honor al general John J. Pershing. El lote inmediatamente al este había sido ocupado por Grand Union Hotel, que fue objeto de una expropiación en 1914 y posteriormente demolido. Ese espacio fue propuesto para su uso como una plaza abierta con un monumento de tres pisos llamado "Victory Hall". En julio de 1920, un consorcio de bienes raíces encabezado por el inversionista Henry Mandel compró el terreno. Mandel le dio al Bowery Savings Bank la parte este del lote, que se convertiría en un edificio de oficinas en 110 East 42nd Street, completado en 1923. La parte occidental del sitio se convirtió en el Pershing Square Building, también terminado en 1923. Posteriormente, el nombre "Pershing Square" se aplicó a las vías de servicio del viaducto de Park Avenue entre las calles 40 y 42.

### Expansión

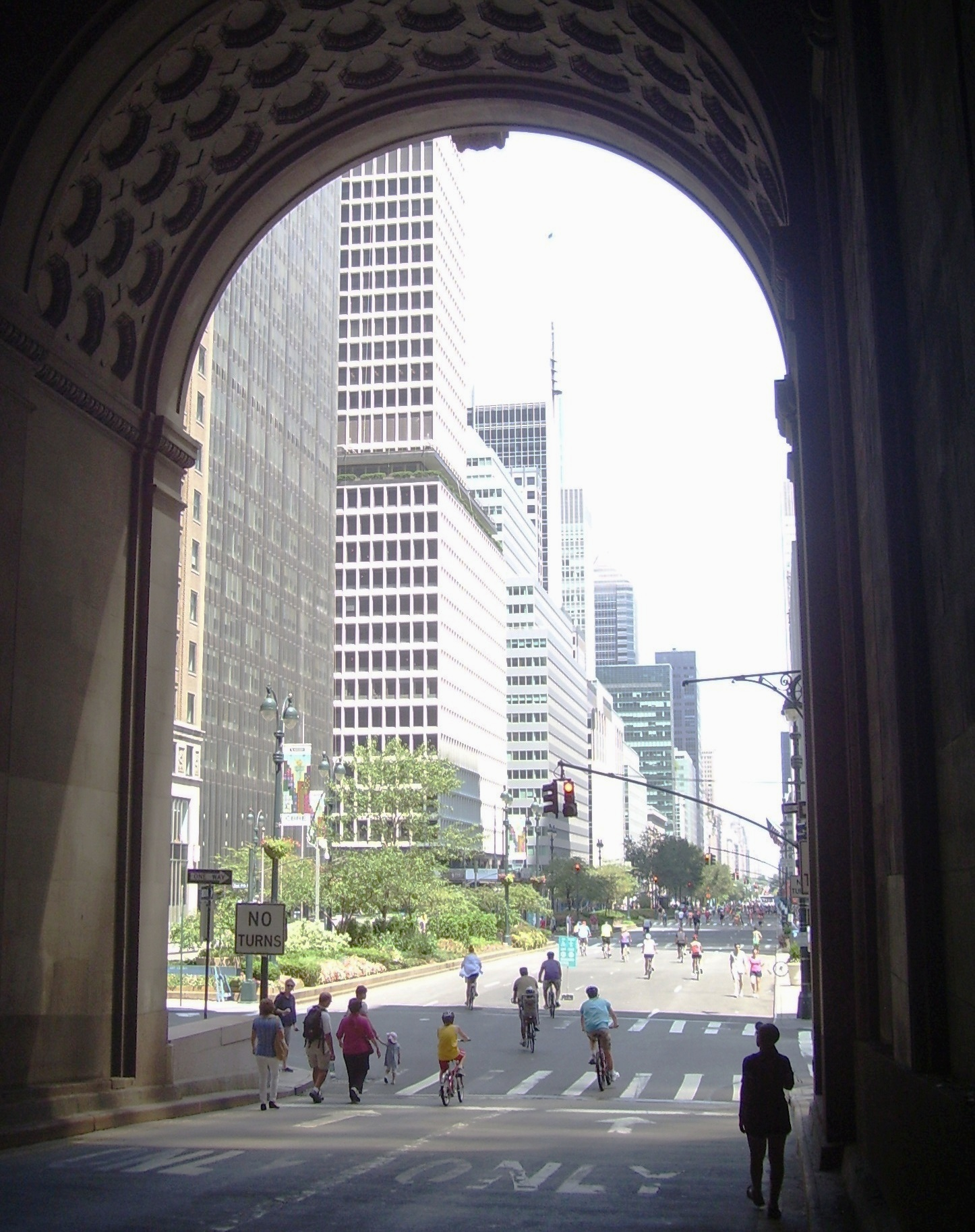
La salida del tramo este del viaducto a través del Helmsley Building de regreso al nivel del suelo

Poco después de la apertura del viaducto aumentó la congestión vehicular la calle 45 y en la avenida Vanderbilt, donde convergían trece carriles de tráfico. En 1920, las asociaciones empresariales abogaban por que el tramo este del viaducto se abriera al uso público. La ciudad comenzó a negociar con New York Central para alcanzar ese fin, y el ferrocarril puso como condición que se le concediera una propiedad en Park Avenue. La ciudad propuso construir una rampa desde el viaducto que descendería al nivel del suelo en la calle 46, manteniendo Park Avenue abierta al tráfico entre las calles 45 y 46; sin embargo, la propuesta de New York Central cerraría por completo esa cuadra de Park Avenue. El presidente del condado de Manhattan, Julius Miller, propuso otorgar a New York Central el derecho a erigir un edificio sobre Park Avenue, a cambio de que el ferrocarril devolviera Depew Place a la ciudad para que se pudiera construir el tramo este del viaducto. En noviembre de 1922, Miller y New York Central llegaron a un acuerdo para presentar una propuesta para el viaducto a las autoridades de la ciudad, y en enero de 1923 la Junta de Estimaciones aprobó la propuesta.
New York Central había hecho un acuerdo revisado por la ciudad en 1924, que le dio al ferrocarril el derecho de erigir un edificio sobre Park Avenue. Como parte del proyecto, se cerraría la sección de Park Avenue entre las calles 45 y 46, se completaría el tramo este del viaducto y se conduciría el tráfico a ambos lados de la terminal y a través del New York Central Building antes de ser depositado en Park Avenue y 46th Street. Los planes también requerían una calzada que pasara por encima de la acera sur de la calle 45, conectando las dos direcciones de tráfico, así como la extensión de la avenida Vanderbilt hacia el norte hasta la calle 47 y la ampliación de la avenida Park. Los planes iniciales requerían que el viaducto atravesara la calle 46 para que el tráfico del viaducto no interfiriera con el tráfico de las calles 45 y 46. Esto se cambió más tarde para permitir que las calzadas del viaducto descendieran al nivel de la calle entre las calles 45 y 46. Las calzadas se colocaron en curvas en S sostenidas por puntales que no tocaban el marco del Edificio Central de Nueva York.
En abril de 1924, el plan revisado se envió a la Junta de Estimaciones, que aprobó el proyecto. El trabajo podría comenzar con la aprobación de Charles L. Craig, el controlador de la ciudad. Sin embargo, Craig inicialmente se negó a certificar el plan, afirmando que la ciudad había pagado mucho más por Depew Place de lo que valía el terreno. Después de más de un año de renegociaciones, Craig finalmente certificó el plan en diciembre de 1925. Al año siguiente, comenzaron los trabajos en los cimientos del New York Central Building, y se cerró la cuadra de Park Avenue entre las calles 45 y 46. El tramo este a lo largo de Depew Place se abrió en febrero de 1928 y el tráfico en dirección norte se desvió allí. La construcción se completó en septiembre de ese año, con la finalización del tramo occidental, que se había extendido a Park Avenue y la calle 46 con un paso elevado sobre la calle 45. En noviembre de 1928, se instaló la estatua de Vanderbilt en la intersección en T sobre la calle 42.

### Historia posterior

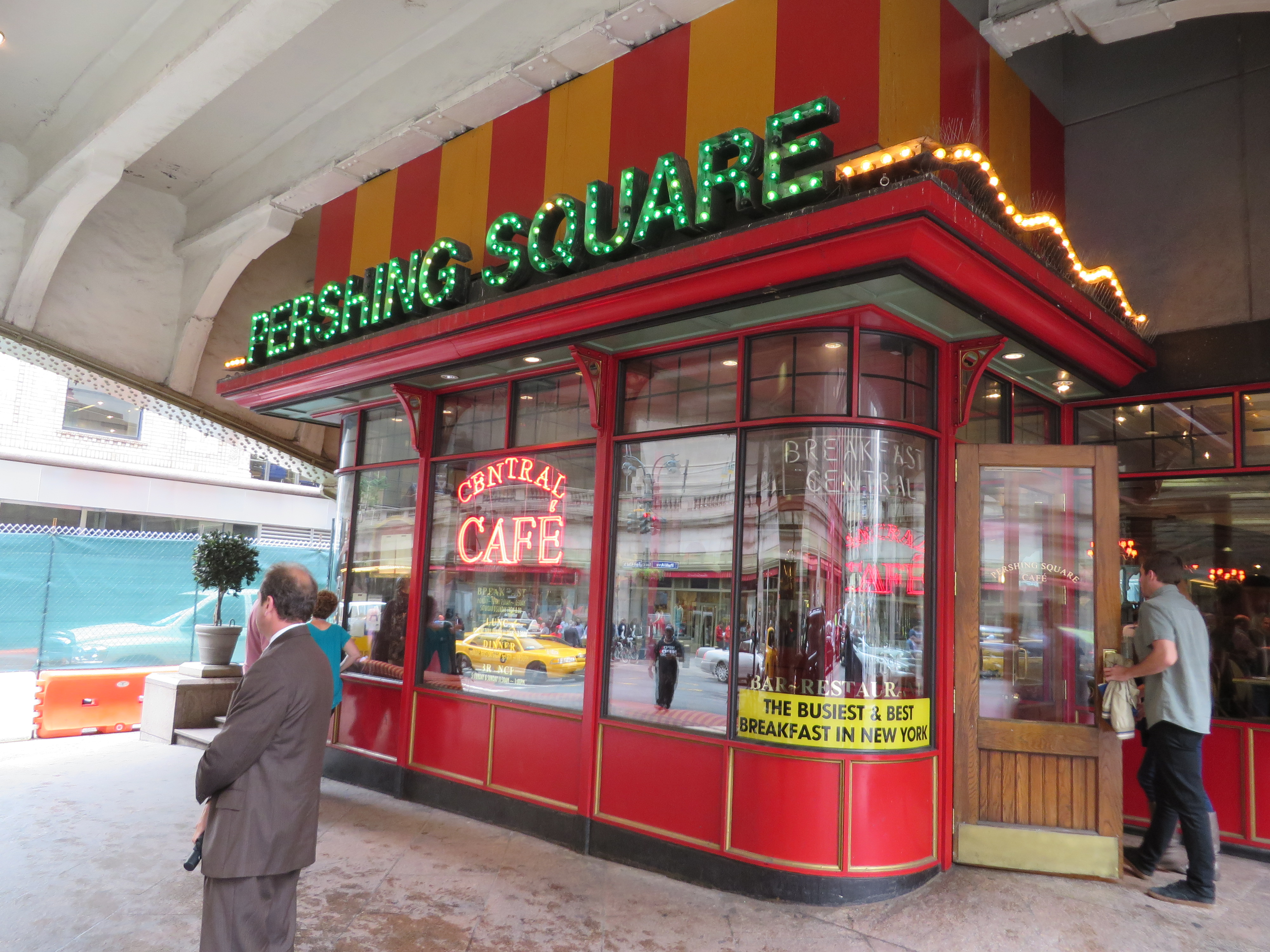
La entrada al Pershing Square Cafe, que se extiende hasta la calle 41 bajo el viaducto.

El espacio ubicado debajo del viaducto entre las calles 41 y 42 se usó originalmente como un granero para carritos. En 1938, la ciudad anunció que construiría un centro de información turística dentro de ese espacio antes de la Feria Mundial de Nueva York de 1939. Posteriormente, la ciudad construyó una estructura de acero y ladrillos de vidrio debajo del arco central del viaducto. La estructura, ubicada en 90 East 42nd Street, se inauguró en diciembre de 1939 y se utilizó inicialmente para brindar información turística. Durante la Segunda Guerra Mundial, el espacio fue utilizado por las Organizaciones de Servicios Unidos y, después de la guerra, se convirtió en un puesto avanzado de la Oficina de Visitantes y Convenciones de Nueva York. Para 1960, las fugas del viaducto habían dañado el centro de información. Ese año, se anunció un proyecto de reconstrucción del viaducto, que implicó la reparación de cerchas, así como la instalación de drenaje y una plataforma antideslizante.
El antiguo centro de información turística se había convertido en una oficina de desempleo en la década de 1980. El viaducto también se había deteriorado, con baches, fugas y soportes de acero oxidados, por lo que el gobierno de la ciudad emprendió las primeras renovaciones importantes en la historia del viaducto. La carretera en dirección sur se cerró en julio de 1984, y reabriò en noviembre. La carretera en dirección norte se cerró desde mayo de 1985 hasta septiembre de 1985. Las lámparas originales del viaducto se quitaron en un proyecto de repavimentación de 1986. Tres años después se anunció una restauración del viaducto de 8 millones de dólares. Como parte de la renovación, Grand Central Partnership convertiría el espacio entre las calles 41 y 42 en un restaurante. Las lámparas originales también fueron restauradas en 1992.
En 1995, la ciudad y Grand Central Partnership dieron a conocer planes para restaurar el espacio debajo del viaducto a un costo de 2 millones de dólares y luego arrendarlo como restaurante. El Pershing Square Cafe firmó un contrato de arrendamiento en el espacio en 1997. El propietario del espacio renovado, Michael O'Keeffe, prestó tanta atención a la renovación del espacio que los costos del proyecto aumentaron a 5 millones de dólares y la fecha de apertura del café se retrasó varios meses.

## Recepción crítica y designaciones de puntos de referencia
Cuando se inauguró el Viaducto de Park Avenue, fue elogiado como una solución a la congestión del tráfico alrededor de la Grand Central Terminal. En 1922, el New-York Tribune lo calificó como una de varias obras de "magia de ingeniería". Christopher Gray, crítico de arquitectura de The New York Times, escribió que "la finalización del viaducto cambió repentinamente Park Avenue de una calle local inconveniente a la autopista más moderna de Nueva York". También se elogió el diseño del edificio en relación con Grand Central Terminal. La revista Architecture dijo que el diseño "ha producido un trabajo hermoso y satisfactorio de carácter verdaderamente monumental".
El viaducto de Park Avenue fue designado un hito de la ciudad de Nueva York en 1980. En su informe, la Comisión de Preservación de Monumentos Históricos de la Ciudad de Nueva York escribió que el viaducto "es una parte integral del complejo sistema de circulación de Grand Central Terminal". El viaducto se incluyó en el Registro Nacional de Lugares Históricos en 1983, técnicamente como un "aumento de límite" en la lista de Grand Central Terminal, pero con un número de referencia separado. Ambas designaciones se aplican solo a la sección del viaducto entre las calles 40 y 42.